# Olaf Mørch Hansson

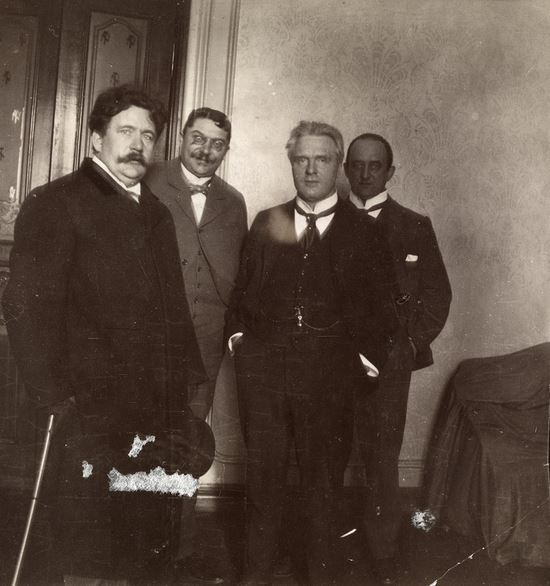
Mørch Hansson (andra från vänster) på Nationaltheatret 1903. I övrigt från vänster: Johan Halvorsen, Bjørn Bjørnson och Olav Voss.

Olaf Mørch Hansson, född 28 juli 1856 i Øvre Eiker, död 22 februari 1912 i Kristiania (nuvarande Oslo), var en norsk skådespelare, teaterregissör, teaterchef, journalist och redaktör.
Mørch Hansson studerade vid Drammen lærde skole och ett år på Trondhjems tekniske læreanstalt innan han valde skådespelaryrket. Han debuterade 1877 vid Den Nationale Scene som Cæsar Poligny i komedin Han skal paa Landet av Eugène Scribe. Han hade dock redan året innan engagerats vid Christiania Theater och var tänkt att debutera i Bjørnstjerne Bjørnsons En handske, men författaren motsatte sig en debutant i hans pjäs. År 1878 återvände Mørch Hansson till Christiania Theater där han förblev till 1883. Åren 1883–1886 var han redaktör för Norske Intelligensseddeler, 1886–1893 skådespelare och regissör vid Christiania Theater, 1893–1895 chef vid Carl Johan-teatret och 1895–1898 chef och regissör vid Den Nationale Scene. När Nationaltheatret öppnades 1899 engagerades han där som skådespelare och konstnärlig ledare och 1905–1906 var han teaterchef. Mellan 1907 och 1909 var han chef vid Den Nationale Scene. Han gästspelade i Olaus Olsens ambulerande teatersällskap samt vid Centralteatret och Fahlstrøms teater.
Han utmärkte sig för sina realistiska scenframträdanden präglade av lugn och vardagligt språk. Med detta blev han en företrädare för naturalismen och bidrog till att forma norsk scenkonst.

## Familj
Olaf Mørch Hansson var son till sorenskrivaren Christian Rasmus Hansson (1807–1872) och Harriet Marie Mørch (1816–1903). Han var gift första gången 1880–1896 med skådespelaren Thora Hansson (född Neelsen, 1845–1917), med vilken han hade två barn, och andra gången från 1896 med skådespelaren Agnethe Schibsted-Hansson (1868–1951).